# Stomipose
En stomipose er en pose som påsættes en stomi til opsamling af fæces eller urin.
Idéen til stomiposen opstod hos den danske sygeplejerske Elise Sørensen i 1954. Hendes lillesøster Thora havde fået en stomi i forbindelse med en operation for kræft i tyktarmen. Thora oplevede som mange andre stomister på den tid en begrænsning i sin sociale omgang med andre mennesker, som følge af risikoen for lækage fra stomien, med deraf følgende lugtgener. Elise Sørensen fik den idé at lave en engangspose, som var udstyret med en klæber, som kunne sidde direkte på huden. Opfindelsen blev patenteret i 1954 og blev sat i produktion hos virksomheden Coloplast, som blev grundlagt i 1957.